# Маккей, Шон
Шон Маккей (англ. Shawn Mackay; 31 мая 1982, Сидней — 6 апреля 2009, Дурбан) — австралийский регбист и игрок в регбилиг, выступавший за команды «Уаратаз», «Мельбурн Ребелс» и «Брамбиз». Сын игрока в регбилиг Джона Маккея. В 2009 году женская сборная Австралии по регби-7 под его руководством выиграла чемпионат мира в ОАЭ.

## Игровая карьера
Карьеру игрока Шон начинал в клубе «Клавелли Си Иглз», играя вместе со своим давним другом и будущим вице-капитаном сборной Австралии Морганом Туринуи. Также среди одноклассников Маккея по колледжу были Стивен Хойлз и Патрик Фиббз, ставшие его одноклубниками по «Брамбиз». Маккей начинал выступления в регбилиг за клуб «Сидней Рустерз» в 2000 году, в 2002 году выиграл Кубок Джерси Флегга (первенство команд НРЛ среди игроков не старше 21 года). В 2004 году он перешёл в обычное регби, став игроком сборной Австралии по регби-7, а в 2005 году получив капитанскую повязку. Со сборной он выступал на Играх Содружества 2006, в том же году стал игроком «Уаратаз», сыграв в первенстве провинций (шесть матчей) и поучаствовав в турне по Великобритании. В 2007 году он представлял «Мельбурн Ребелс» в чемпионате провинций Австралии, играя на позиции левого фланкера (дошёл до финала розыгрыша, проиграв клубу «Сентрал Кост Рэйз» 12:20).
За сборную Австралии по регби-7 Маккей играл до 2008 года, выступая параллельно за команду Квинслендского университета в чемпионате Австралии по регби-7 2008 года и рассчитывая пробиться в состав клуба «Квинсленд Редс». К тому моменту он успел также отыграть четыре сезона в клубе «Рэндуик», а в июне 2008 года провёл матч за команду Квинсленда против команды Окленда (победа 42:0), заключив в июле 2008 года контракт с клубом «Брамбиз». В 2009 году он продлил контракт с «Брамбиз» в канун начала сезона Супер 14.

## Тренерская карьера
В 2008 году Шон Маккей стал главным тренером женской сборной Австралии по регби-7, с которой выиграл чемпионат Океании в том году и тем самым квалифицировался на чемпионат мира 2009 года в ОАЭ. Австралийки выиграли турнир, не потерпев ни одного поражения. Капитан австралийской сборной Черил Сун говорила о Шоне Маккее, что он был не просто тренером, а частью команды, который часто «давал пять» своим подопечным и всячески их морально поддерживал.

## Семья
Отец — игрок в регбилиг Джон Маккей, мать — Леони. Шон Маккей и Морган Туринуи были давними друзьями, которые учились в школе святого Антония в Клавелли и посещали колледж Уэверли: Шон был свидетелем Моргана на свадьбе и стал крёстным отцом его сына Феликса.
У Шона была девушка по имени Триш, также есть младший брат Мэтт, играющий в регби на позиции фланкера, и сестра Кристи

## Гибель
28 марта 2009 года Шон Маккей сыграл последний матч в Супер Регби за «Брамбиз»: это была встреча в Дурбане против «Шаркс», в котором «дикие лошади» проиграли «акулам» 14:35, а Маккей вышел на замену. 29 марта 2009 года в 4:15 утра Маккей и его 15 одноклубников по «Брамбиз» покинули ночной клуб Дурбана, отправившись к клубному автобусу. Шон, переходя через дорогу, был сбит проехавшей мимо полицейской машиной: он получил серьёзные переломы ноги, челюсти и позвоночника. Одним из свидетелей ДТП стал форвард клуба «Шаркс» Янни дю Плесси, врач по образованию, который находился в расположении команды всё это время. Дю Плесси срочно вызвал скорую, а сам оказал первую медицинскую помощь пострадавшему Маккею.
Пострадавшего срочно доставили в госпиталь Святого Августина в Дурбане и ввели в медикаментозную кому, проведя операцию на его позвоночнике. Позже Маккей начал выходить из комы и общаться с врачами и семьёй, подмигивая им в ответ. Однако его состояние вскоре критически ухудшилось: 6 апреля 2009 года игрок умер от остановки сердца, вызванной заражением крови после операции. По словам представителя клуба «Брамбиз» Дэвида Пембрука, состояние игрока резко ухудшилось за одну ночь, хотя до этого намечалась положительная динамика в выздоровлении Шона. 11 апреля 2009 года в память о скончавшемся игроке в матче «Брамбиз» против клуба «Стормерз» была объявлена минута аплодисментов: в том матче «Брамбиз» победили 17:10, а занёсший победную попытку Патрик Фиббз посвятил её Маккею. Остальные матчи того тура Супер 14 начинались с минуты молчания в память об игроке.
15 апреля 2009 года в Уэверли, пригороде Сиднея, состоялись похороны игрока: его хоронили в церкви Непорочного зачатия Девы Марии (англ. Mary Immaculate Church). На гроб были возложены семь регбийных маек от клубов «Клавелли Си Иглз», команды колледжа Уэверли, «Сидней Рустерз», «Рэндуик», «Мельбурн Ребелс», сборной Австралии по регби-7 и «Брамбиз». Проводивший отпевание отец Лукас сказал, что покойный прожил не полную жизнь, но сам был «полон жизни». Мероприятия в клубе «Брамбиз» в память Шона Маккея проводятся ежегодно

## Стиль игры
Характеризовался как мобильный и жёсткий форвард на позиции замка или фланкера, упорно отрабатывающий в защите и движущийся с мячом. Выступая в клубах регби-15 и регби-7, он регулярно заносил попытки. По словам тренера Джона Бойда, на тренировке по челночному бегу Шон Маккей в возрасте 16 лет уложился в 16,3 с, что было крайне редким достижением среди регбистов.